# LSOD Leipzig School of Design

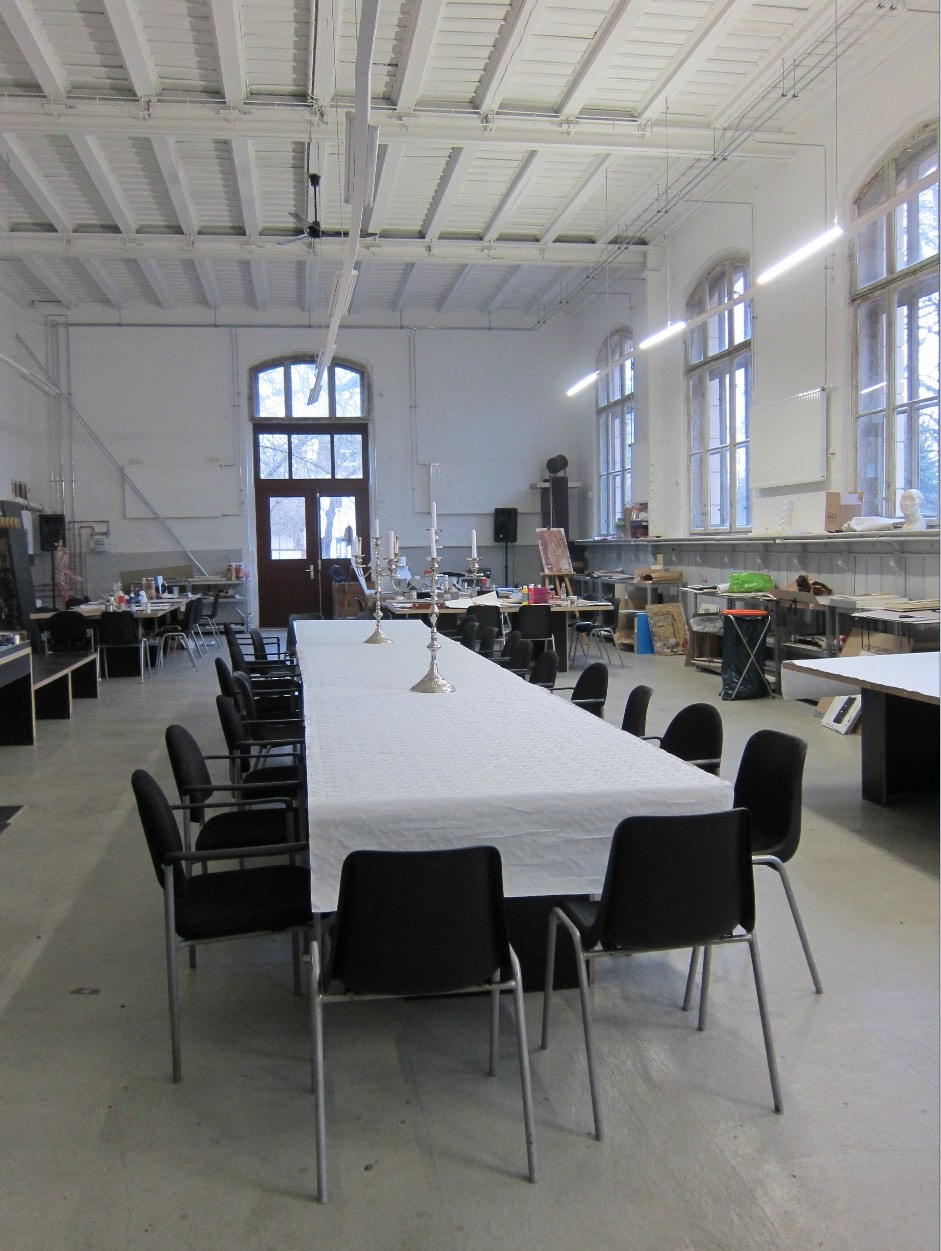
Zeichensaal der LSOD, innen, 2017

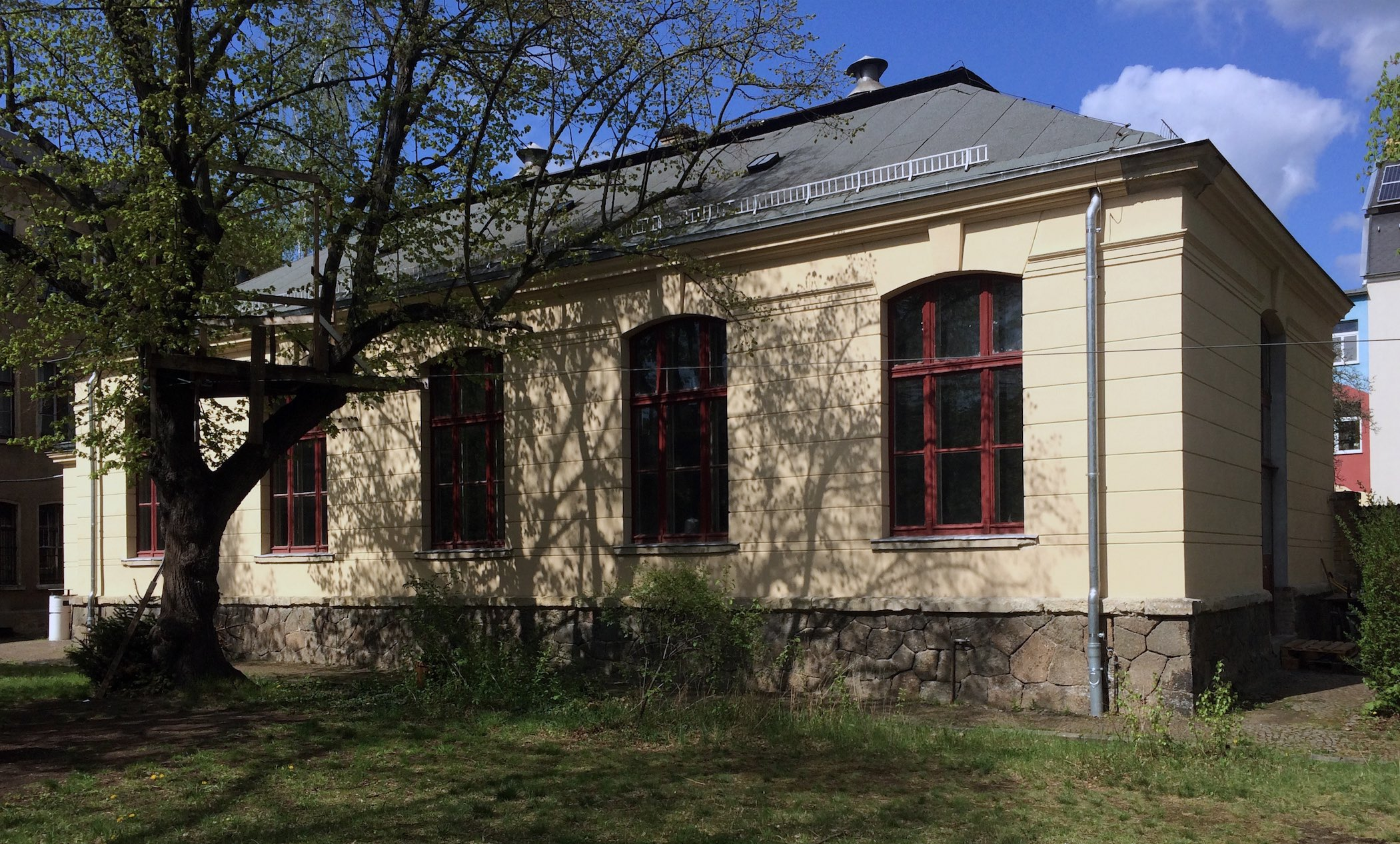
Zeichensaal der LSOD, außen, 2017

Die LSOD Leipzig School of Design ist eine private Mappen- und  Vorbereitungsschule für das Kunst- und Designstudium. Sie befindet sich in Leipzig-Plagwitz.

## Geschichte
Im Sommer 2010 wurde die LSOD von den Industrie-Designern Thomas Schneider und Steve Hauswald in Leipzig gegründet. Schneider ist Absolvent der Burg Giebichenstein, Hauswald ist Absolvent der Hochschule Anhalt. Träger der Ausbildung ist die LSOD Leipzig School of Design GmbH, deren Gesellschafter Schneider und Hauswald sind.
Im Zuge der Bologna-Reform (Einführung von Bachelor- und Masterstudiengängen) wurde in den Bereichen Design und Kunst die gestalterische Grundausbildung an den deutschen Hochschulen inhaltlich und zeitlich stark verkürzt. Ziel der LSOD ist es, Studieninteressierte mit unterschiedlichen Bildungshorizont auf das Design- und Kunststudium in Deutschland und den dafür erforderlichen Aufnahmeprüfungen vorzubereiten und künstlerisch-gestalterische Arbeitsmethoden zu lehren. In Deutschland kann Kunst und Design auch ohne abgelegtes Abitur, nach Bestehen der jeweiligen Aufnahmeprüfung, studiert werden.
Erstes Domizil war ein ehemaliges Fabrikgebäude in der Weißenfelser Straße in Leipzig-Plagwitz. Mit steigenden Studentenzahlen erfolgte 2013 der Umzug in größere Räume in der Alten Handelsschule in Leipzig-Kleinzschocher. 2018 zog die LSOD wieder in den Szene-Stadtteil Leipzig-Plagwitz.

## Vorstudium & Praktikum
Das 6-monatige Vorstudium umfasst zwei Trimester, die jeweils zum ersten Werktag im Februar, Mai, August und November beginnen und ein Praktikum beinhalten.
Der Fachbereich Design umfasst Naturstudium, Scribbeln, Kompositionslehre, Farbe, Typographie, Plastische Gestaltung, Kunst- und Designgeschichte, Designtheorie und Entwurfsprojekt. Im Kunst-Vorstudium wird Zeichentechnik, Naturstudium, Perspektive, Kompositionslehre und Kunstgeschichte gelehrt.
Alternativ wird ein Vorstudium Fotodesign (Martens, Noack) und Mode (Trommler) angeboten.

## Dozenten (Auswahl)
Olaf Martens, Andreas Trommler, Marcel Noack

## Stipendium & Studentenaustausch
Die LSOD vergibt seit 2013 jedes Jahr zwei Ausbildungsstipendien (2017: 5 Stipendien) an motivierte und begabte Bewerber. Die Vergabe erfolgt durch den Verein für Begabtenförderung der LSOD.
Kooperationsvereinbarungen für Studentenaustausch bestehen mit Designakademien in Kapstadt und Schanghai. Sie ist 2016 Mitglied im Verband deutscher Industrie Designer.

## Gebühren & Abschlüsse
Die monatlichen Studiengebühren betragen zirka 380 €. Die Studenten erhalten nach Ende der Ausbildung ein Zertifikat mit Leistungsnachweisen.